# Мертатово
Мертатово, още Мертатьово, Мертатево или Мертат (на гръцки: Ξηρότοπος, Ксиротопос, до 1927 Μερτάτη, Мертати), е село в Гърция, дем Сяр (Серес), област Централна Македония и има 177 жители (2001).

## География
Селото се намира в южните склонове на планината Шарлия (Врондос), на 15 километра северно от град Сяр (Серес). Разположено е в долината на река Серовица.

## История

### Етимология
Според Йордан Н. Иванов името е вероятно по изчезналото лично име или прякор Мертат < турското mert, храбър, мъжествен, смел и бъларската наставка – ат и може да се сравни със селищните имена Храбърско, Храбрино. Друга възможност е да е от турското (арабско) murtat, който се е отказал от исляма. Жителското име е мерта̀тьовя̀нин, мерта̀тьовя̀нка, мерта̀тьовя̀не.

### В Османската империя
В XIX век Мертатово е чисто българско село в Сярската каза на Османската империя. В 1837 година е построена църквата „Успение Богородично“. Според „Етнография на вилаетите Адрианопол, Монастир и Салоника“ в 1873 година в Мертат (Mertate) има 68 домакинства и 230 жители българи. Селото е типично въглищарско селище, тъй като почвата му е безводна и неплодородна. В 1889 година Стефан Веркович („Топографическо-этнографическій очеркъ Македоніи“) пише за Мертатово:
| „ | Мертат или Мертатюво: българско село; 1 църква; по-голямата част от жителите се занимават с превоз; отдалечено е на 2 и половина часа от града. | “ |

В статистическите си таблици Веркович отбелязва Мертат като село с 95 български къщи.
В 1891 година Георги Стрезов определя селото като част от Баницакол и пише:
| „ | Мертатово, село на Ю от Фращане, от Сяр на 2 часа разстояние. Разположено е на едно възвишение, до дол. Пътят отвсякъде е стръмен и каменист. Работна земя съвсем малко; сеят пченка, фасул. Слизат по полските села за работа. Повечето са дърваре и скотовъдци. Църква „Св. Димитър“; чете се гръцки. Преди няколко години имало българско училище. Сега няма никакво. 80 къщи с 400 души жители, всичките българе. | “ |

Според статистиката на Васил Кънчов („Македония. Етнография и статистика“) в 1900 година в селото има 500 жители българи християни. След Илинденското въстание в 1904 година цялото село минава под върховенството на Българската екзархия. По данни на секретаря на Екзархията Димитър Мишев („La Macédoine et sa Population Chrétienne“) в 1905 година в Мертатово (Mertatovo) има 680 българи екзархисти, като в селото работи българско училище с 1 учител.
По време на Балканската война един човек от Мертатово е доброволец в Македоно-одринското опълчение.

### В Гърция
През войната селото е освободено от български части, но след Междусъюническата война в 1913 година селото попада в Гърция. Към 1913 година селото има 65 къщи. През Междусъюзническата война 15 екзархийски семемейства се изселват в България. След края на Първата световна война в 1918 година още 3-4, а след края на окупацията от България през Втората световна война в 1944 година - още 5 семейства. В 1944 година селото има 45-50 къщи. Бежанците от Мертатово се заселват в Свети Врач (Сандански), ямболското село Атолово и Станимака (Асеновград).
В 1927 година името на селото е сменено на Ксиротопос, в превод сухо място.

## Личности
Родени в Мертатово
- Миндо Василев Илиев (1919 – 1944), български военен деец, подофицер, загинал през Втората световна война[14]
- Никола Димитров (1891 – ?), македоно-одрински опълченец, четата на Стефан Чавдаров, 3 рота на 15 щипска дружина[15]